# Leopold Prucha
Leopold Prucha (* 14. März 1934 in Wien; † 12. August 2022 ebenda) war Bezirksvorsteher des 10. Wiener Gemeindebezirks Favoriten.

## Leben
Leopold Prucha war der Sohn einer Favoritner Ziegelarbeiterfamilie. Er erlernte den Beruf des Tischlers und arbeitete danach bei der Firma Wienerberger. Daneben absolvierte er die Sozialakademie. Er engagierte sich gewerkschaftlich als Jugendsekretär der Bau- und Holzarbeiter und wurde später Ziegelarbeitersekretär. Bei der Firma Wienerberger stieg er mit der Zeit in eine leitende Position auf, in der er sich hauptsächlich um Arbeitsprobleme kümmerte.
Von Jugend auf war Prucha in der SPÖ tätig. Er war Sektionsvorsitzender und gewählter Bezirkskassier Favoritens, von 1978 bis 1984 Bezirksvorsteher-Stellvertreter. In dieser Funktion hatte er großen Anteil an der Flächenwidmung der ehemaligen Wienerberggründe. Prucha war von 19. Juni 1984 bis 5. Dezember 1994 Bezirksvorsteher von Favoriten.
Zu seinen Ehren wurde der Leopold-Prucha-Saal in der Volkshochschule Favoriten benannt.